# Something Special (альбом Kool & the Gang)
Something Special — тринадцатый студийный альбом американской группы Kool & the Gang, который вышел 24 сентября 1981 года на лейбле De-Lite Records. Альбом достиг № 1 в американском R&B-чарте и № 12 в Billboard 200, а также стал третьим подряд платиновым диском группы в США.

## Отзывы
| Оценки критиков               | Оценки критиков |
| Источник                      | Оценка          |
| ----------------------------- | --------------- |
| AllMusic                      | [ 1 ]           |
| The Boston Globe              | (favorable)     |
| Record Mirror                 | [ 3 ]           |
| The Rolling Stone Album Guide | [ 4 ]           |

Альбом получил в целом положительные и умеренные отзывы.
Он продолжил успех двух предыдущих альбомов группы и содержал несколько хитовых синглов, в том числе: «Take My Heart» занял 1-е место в чарте R&B и 17-е место в поп-чарте. Песня «Get Down on It» достигла № 4 в чарте R&B и № 10 в поп-чарте. Кроме того, песня «Steppin' Out» заняла 12-е место в чарте R&B и 89-е место в поп-чарте. В Великобритании альбом достиг 10-й строчки, став первым хитовым альбомом группы и самым успешным студийным альбомом за всю её историю, во многом благодаря успеху сингла «Get Down On It».

## Список композиций
| №  | Название            | Автор(ы)                                             | Длительность |
| -- | ------------------- | ---------------------------------------------------- | ------------ |
| 1. | «Steppin' Out»      | James "J.T." Taylor, Ronald Bell, Kool & the Gang    | 4:51         |
| 2. | «Good Time Tonight» | Taylor, Bell, Kool & the Gang                        | 4:59         |
| 3. | «Take My Heart»     | Claydes Smith, George Brown, Taylor, Kool & the Gang | 5:44         |
| 4. | «Be My Lady»        | Bell, Kool & the Gang                                | 4:14         |

| №  | Название            | Автор(ы)                             | Длительность |
| -- | ------------------- | ------------------------------------ | ------------ |
| 1. | «Get Down on It»    | Taylor, Bell, Kool & the Gang        | 4:58         |
| 2. | «Pass It On»        | Brown, Taylor, Kool & the Gang       | 4:34         |
| 3. | «Stand Up and Sing» | Taylor, Bell, Kool & the Gang        | 4:35         |
| 4. | «No Show»           | Brown, Taylor, Bell, Kool & the Gang | 4:25         |

| №  | Название | Автор(ы)              | Длительность |
| -- | -------- | --------------------- | ------------ |
| 9. | «Stop!»  | Bell, Kool & the Gang | 3:22         |

## Чарты
| Чарт (1981)                    | Высшая позиция |
| ------------------------------ | -------------- |
| США Billboard Pop Albums       | 12             |
| США Billboard Top Soul Albums  | 1              |
| Великобритания UK Albums Chart | 10             |

## Сертификации
| Регион                                                      | Сертификация | Продажи    |
| ----------------------------------------------------------- | ------------ | ---------- |
| Великобритания (BPI)                                        | Золотой      | 100 000^   |
| США (RIAA)                                                  | Платиновый   | 1 000 000^ |
| ^ Данные о тиражах приведены только на основе сертификации. |              |            |